# Orthomiella rantaizana
Orthomiella rantaizana är en fjärilsart som beskrevs av Alfred Ernest Wileman 1910. Orthomiella rantaizana ingår i släktet Orthomiella och familjen juvelvingar. Inga underarter finns listade i Catalogue of Life.